# Vallei van de Zwarte Beek
De Vallei van de Zwarte Beek met daarin de Zwarte Beek, die van de bron in Hechtel tot de monding in de Demer in Diest over een afstand van 35 km door de het beekdal stroomt. De volledige vallei is met zijn 1407 hectare een van de grootste natuurgebieden in Vlaanderen. 879 hectare daarvan zijn erkend als natuurreservaten.  De Vallei van de Zwarte Beek spreidt zich uit over de gemeenten Hechtel-Eksel, Houthalen-Helchteren, Beringen, Lummen, Halen en Diest. De natuurreservaten liggen op verschillende plaatsen langs de beek met op vijf plaatsen ingerichte wandelgebieden.

## Beschrijving
De vallei is Europees beschermd als onderdeel van een Natura 2000-gebied (habitatrichtlijngebied 'Vallei- en brongebied van de Zwarte Beek, Bolisserbeek en Dommel met heide en vengebieden' (BE2200029) en overlappend vogelrichtlijngebied 'Militair domein en vallei van de Zwarte Beek' (BE22183)).
De vallei maakt deel uit van het Europese Interreg-project "Care Peat". Men herstelt het veen om zo opnieuw koolstof in de bodem op te slaan in de strijd tegen klimaatopwarming.

## Fauna en flora
Dit natuurreservaat is in Europa bekend omdat hier zeldzame dier- en plantensoorten voorkomen zoals de zwarte specht, de boomleeuwerik en de blauwborst. Ook de watersnip is bekend van dit gebied. Het gebied speelt een sleutelrol in haar behoud omwille van haar open, natte graslanden. Hier vindt men het merendeel van de broedende koppels die elders in Vlaanderen zo goed als verdwenen zijn.
Op 30 april 2021 werden hier voor het eerst in België twee kraanvogels geboren.In 2025 werden er drie koppels kraanvogels waargenomen.
In 1976 begon de ontwikkeling van dit gebied door Natuurpunt in Koersel (Beringen). Ook het Agentschap voor Natuur en Bos is betrokken bij het beheer.
In dit gebied stromen de Zwarte Beek, de Winterbeek en de Oude Beek doorheen bossen, moerassen, hooi- en weilanden. Een gericht natuurbeleid zorgt ervoor dat niet alle gebieden verbossen. Hierbij worden paarden en runderen ingezet zoals fjordenpaarden en Schotse Aberdeen Angus.
Aan de Grauwe Steenstraat 7/2 te Koersel bevindt zich het bezoekerscentrum "De Watersnip", met informatieve tentoonstellingen omtrent het gebied. Van hieruit starten ook een aantal wandelingen.

## Galerij

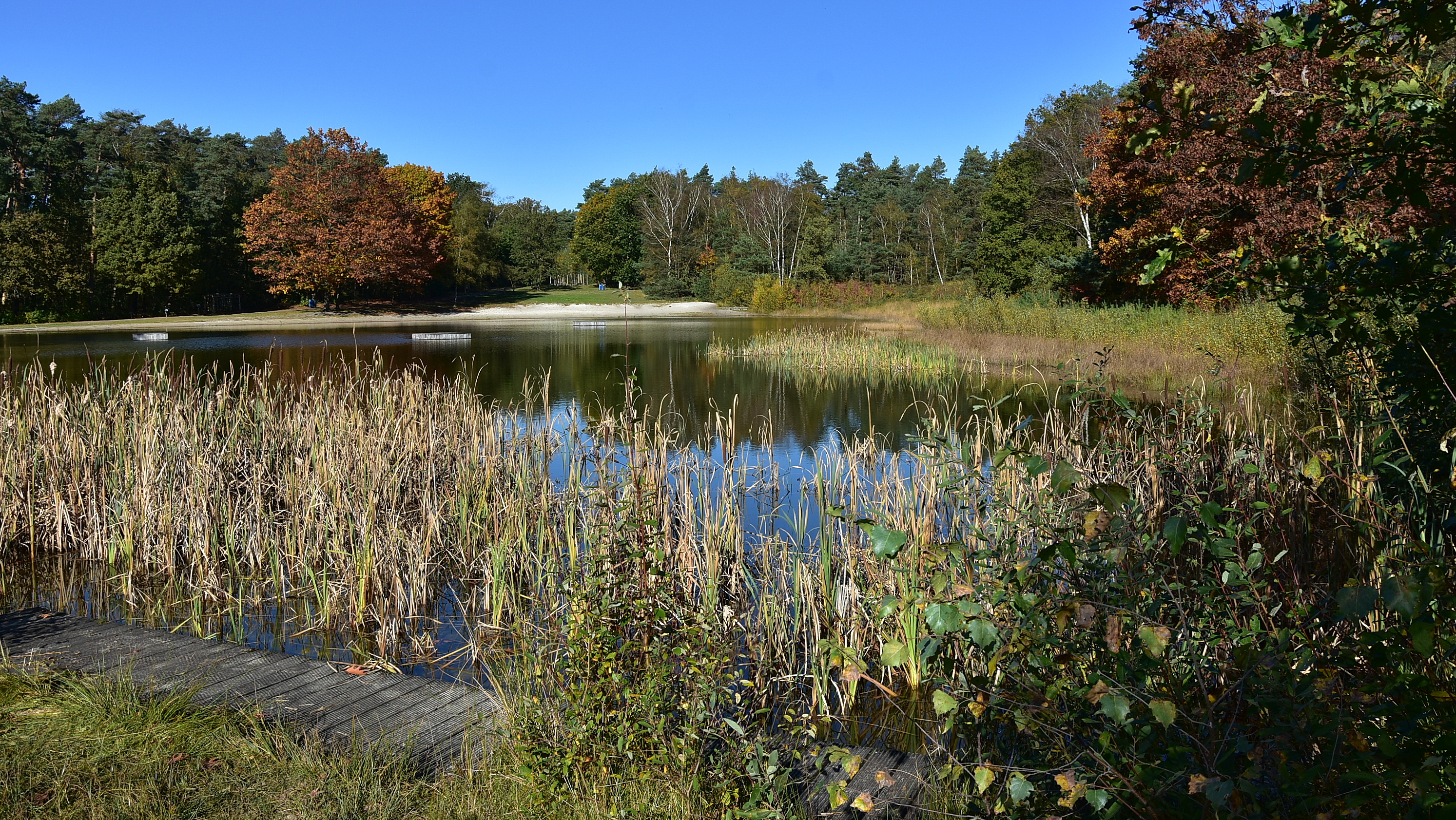
Zwemvijver "De Watersnip"
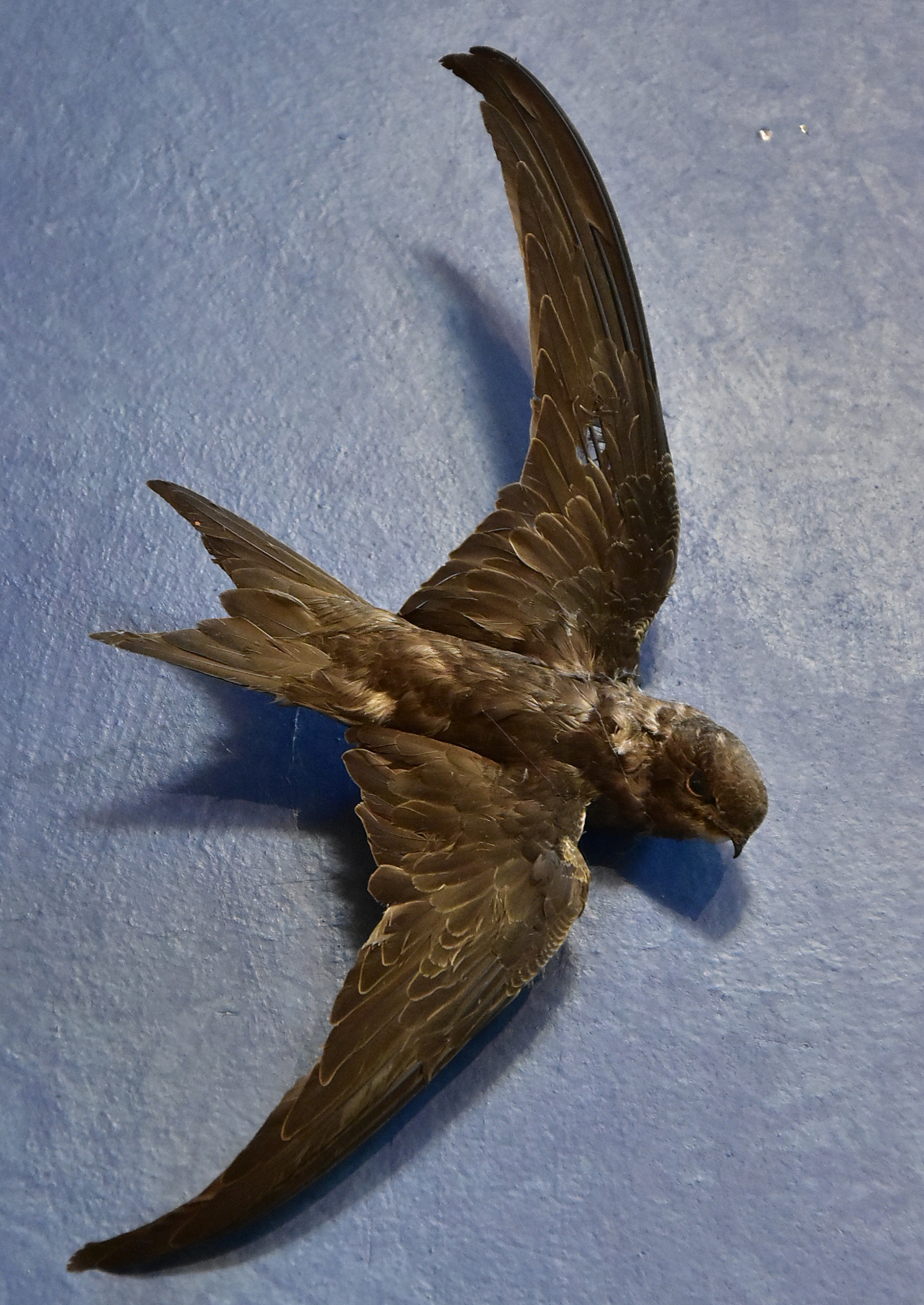
Een Gierzwaluw in het bezoekerscentrum
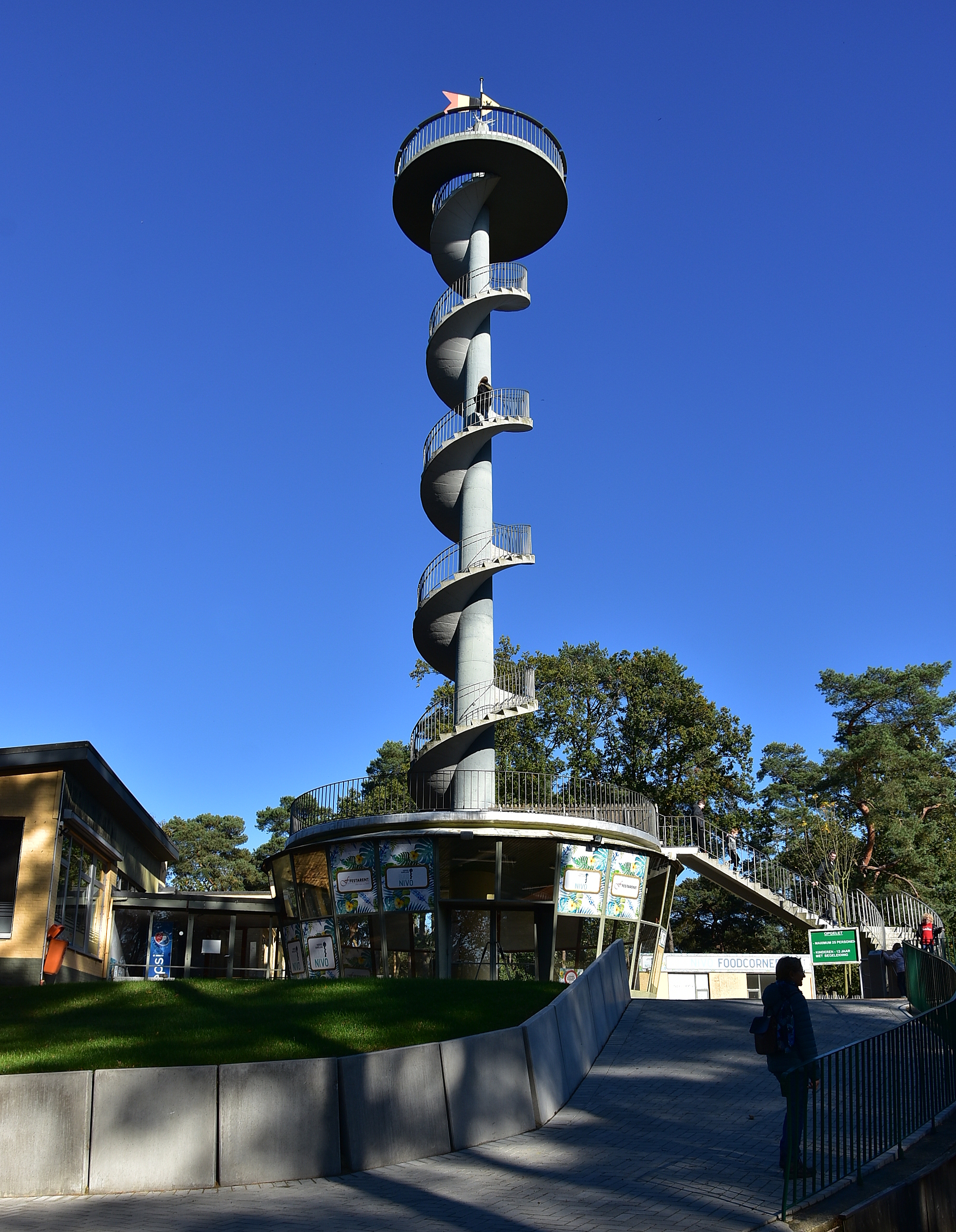
De uitkijktoren